# 세운상가

2008년 11월의 모습 - ①세운전자상가 ②청계상가 ③삼풍상가 ④진양상가

세운상가(世運商街)는 서울특별시 종로구 종로3가와 퇴계로3가 사이를 잇는 주상복합형 상가 단지이다.

## 역사

### 소개공지 조성
제2차 세계 대전은 공중 무기의 발달로 인해 지상에 효과적인 피해를 줄 수 있는 폭격기가 많이 운용되었고, 이에 따라 무차별적인 폭격에 대한 대비도 많이 진행되었다. 특히 폭격에 사용되는 소이탄은 투하 시 2,000°C의 고열로 주변을 모두 태울 수 있기 때문에, 화재에 취약한 목조 건물이 많았던 일본은 이에 대한 대비가 절실했다.
1945년 3월 10일에 있었던 도쿄 대공습은 일본에 충격을 주었다. 전선에서 일본이 불리한 상황이었고, 미국에 의한 폭격은 앞으로도 계속될 것이 자명했으므로, 일본의 각 지역에서는 폭격에 대비하기 위해 아무런 건물도 짓지 않고 공터로 남겨두는 소개공지 조성 사업에 착수하였다. 이 사업은 당시 식민지인 한반도에도 시행되었는데, 1945년 4월부터 6월까지 경성, 부산, 평양, 대전, 대구 등의 주요 도시에 각각 소개공지 또는 소개공지대라는 것을 지정했다. 경성부내의 소개공지대는 모두 19곳이었으며, 제1차 소개작업은 5월 11일부터 시작되어 6월 말에 끝났다. 그 중 한 곳이 종묘 앞에서 필동까지의 너비 50 m, 길이 1180 m의 현 세운상가 지대였다. 곧바로 제2차 소개작업이 시작되었으나 일본의 패전으로 소개작업은 미완으로 끝났다.
한국 전쟁을 겪으면서, 방치되어 있던 소개공지에는 전쟁으로 집을 잃은 이재민과 월남한 이주민들이 판잣집을 지어 살기 시작하였고, 사창가도 들어섰다. 1950년대부터 1968년까지 이 일대를 중심으로 사창굴이 생겼으며 당시 사람들은 이 사창가를 속칭 종삼(鐘三) 또는 서종삼이라고 불렀다. 1952년 이곳의 소개공지는 내무부 고시에 의하여 도시계획 상의 광로로 지정되었으나, 실제로 도로가 건설되지는 않았다.

### 개발
1966년 4월 4일 서울특별시장으로 김현옥이 부임하였다. 그가 부임하기 앞서 중구청 산업과 상공계장으로서 이을삼이 있었다. 그는 이 지역을 처음 봤을 때 이 곳을 이대로 방치해서는 안 된다고 생각했다. 중구청장 장지을이 이 계장을 대동해 김 시장에게 이것을 보고했다. 김 시장은 실태가 심각한 수준임을 인식해 도시계획과에 이 지구 정리방안을 작성하도록 하였고 이를 박정희 대통령에게 보고하였다. 종래에 종로구와 중구에 각각 분담되어 있었던 이 지역의 정비사업이 시청 소관으로 이전되어 김 시장이 진두지휘하였다. 김 시장은 1966년 7월 초 종로구·중구 양 구청장에게 이 지대 무허가건물 철거를 지시했고, 8월까지 이 지역에 대한 철거작업을 마쳤다. 서울시는 이 지역에 대규모의 상가 건물을 짓기로 계획했지만, 정부는 당초 이 지역을 도로용지로 지정한 것을 들어 상가 건설을 거부하려고 했지만, 청계천에 인접하고 있던 현재의 아세아전자상가 위치에 9월 8일 기공식이 거행되었다. 이 기공식에 참석한 김현옥은 '세계의 기운이 이곳으로 모이라'라는 뜻을 담아 이 지역의 상가 이름을 세운(世運) 상가로 결정했다. 결국 정부도 이 지역을 재개발지구로 고시하게 되었다.
한편, 1966년 11월 26일에는 세운상가가 지어질 소개공지의 좌우측에 도로명을 부여하였다. ‘대한극장앞(중구 충무로4가 125)~종묘동측(종로구 훈정동 93)’ 구간을 번영동로(繁榮東路)로, ‘대한극장앞(중구 충무로4가 125)~종묘서측(종로구 훈정동 85)’ 구간을 번영서로(繁榮西路)로 지정한 것이다. 두 도로의 이름은 1984년 11월 7일 폐지되었다.

### 준공과 운영

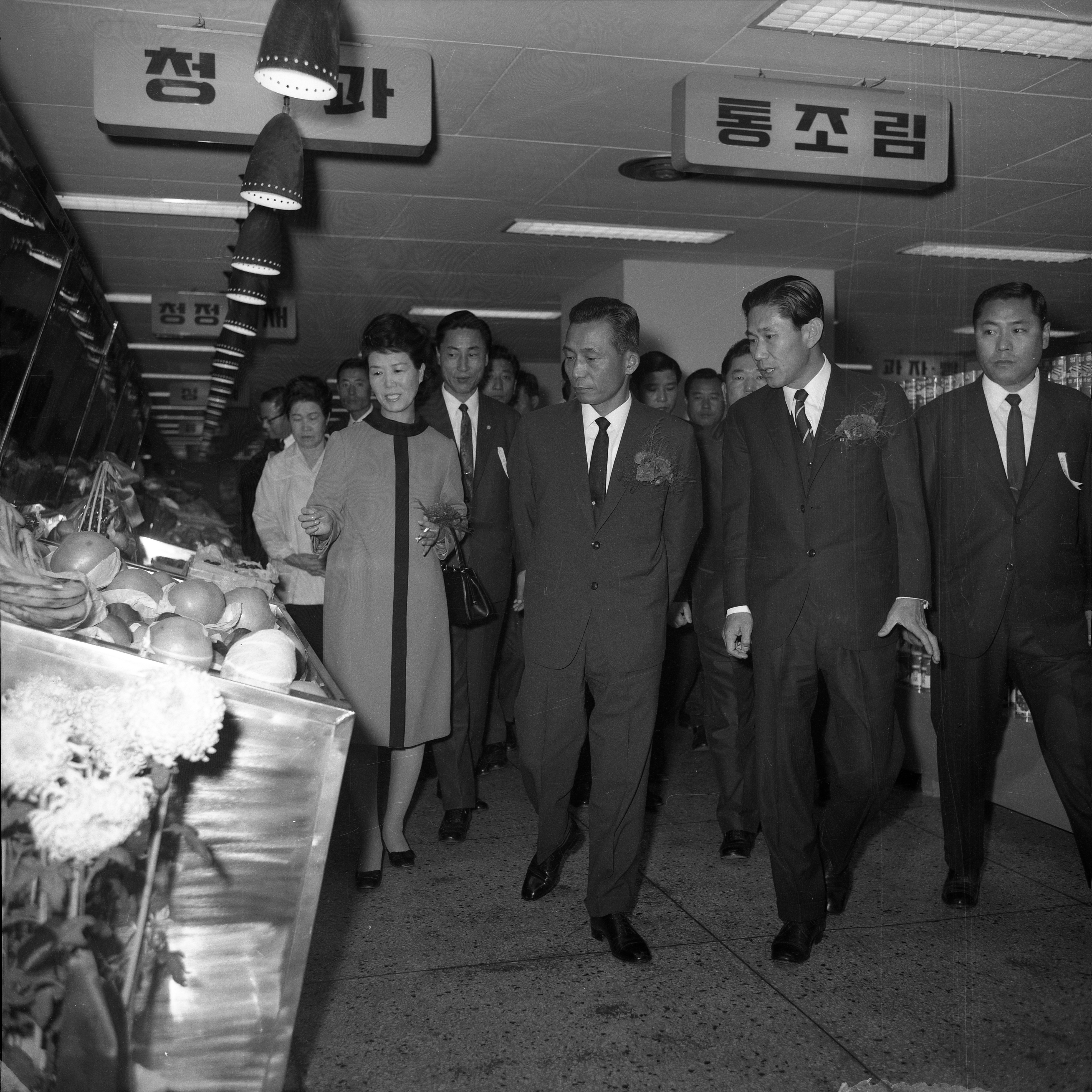
1968년 11월 삼풍상가를 시찰하는 박정희 대통령과 김현옥 서울시장

세운상가 중에서는 현대상가가 1967년 7월 26일 최초로 준공되었다. 서울시는 점포 2천개, 호텔 915개를 수용하는 맘모스 상가아파트를 건설하기 위해 동양 최대규모인 시멘트 87만부태, 목재 143만사이, 철근 7천t의 자재가 들어갔다고 자랑하면서, 서울의 상가 중심지가 종로 - 명동 - 소공동 - 무교동에 이어 이 곳으로 옮겨올 것이라고 예상했다. 또한 상층부에 건설된 아파트의 인기도 대단해서, 사회 저명인사들이 다투어 입주해 있었고, 시공 때부터 엘리베이터가 설치되어 1971년 한강맨션이 건설되기 전까지 세인들의 선망의 대상이 되었다. 그러나 1970년대 후반부터 강남이 개발되고 서울 곳곳에 새로운 고층 아파트가 들어서면서 세운상가 아파트 입주자들은 그곳을 떠나 다른 곳으로 이사하기 시작했다. 상가를 찾는 발길도 뜸해지면서 1979년에는 재개발 계획이 처음으로 추진되기도 했다.
세운상가는 서울의 유일무이한 종합 가전제품 상가로도 발전했다. 특히 80년대 말 개인용 컴퓨터의 발전으로 전성기를 구가하게 되었다. 한국의 8비트와 이후 16비트 컴퓨터, 그리고 소프트웨어 대부분이 세운상가에서 거래되었다. 1987년 저작권법이 도입되기 전 한동안 소프트웨어를 카피하는 카피점이 성행했다. 세운상가 사람들이 모이면 미사일이나 잠수함도 만들 수 있다는 우스갯소리도 있었다. 이후 1987년 정부가 용산역 서부청과물시장을 가락동 농수산물도매시장으로 이전하고, 그 자리에 용산전자상가를 조성해 세운상가의 전자상을 이전한다는 계획을 세웠다. 실제로도 많은 수가 이전하였고, 일부는 이에 반발하고 그 자리를 지켰지만 세운상가를 찾는 사람은 더욱 줄어들었다.

### 철거 계획
국민의 소득수준이 높아지고, 강남 개발이 이루어지고 도심이 정비되면서, 상가를 철거하고 그 자리에 공원을 조성하자는 여론이 형성되었다. 서울시에서도 1995년 도시계획위원회에서 세운상가를 철거하고 그 부지를 공원화하겠다는 계획을 발표한다. 하지만 막대한 보상비 문제로 철거는 계속 미루어지게 되었다. 그 사이 세운상가는 1998년 IMF 외환 위기, 2000년대 초 인터넷거래 활성화 등의 위기를 겪으며 더욱 쇠락해 갔다.
2003년 청계천 복원 사업이 진행되면서 청계천 주변 상가의 대규모 정비가 이루어졌다. 이로 인해 청계천을 떠나게 된 상인들은 송파구의 가든파이브로 이전하였고, 이 일대 상권은 더욱 쇠락하게 된다. 청계천 복원 과정에서 종로세운상가와 청계상가를 잇던 공중 보행데크가 철거되었고, 뒤이어 을지로를 지나던 보행데크도 철거, 3층의 보행통로는 네 조각이 났다.
2006년 취임한 오세훈 시장은 세운상가의 철거와 일대의 공원화를 공약으로 발표했다. 상가는 상인들의 반대에도 불구하고 2008년 12월 17일 북쪽에 있는 현대상가부터 철거가 시작되었고, 세운전자상가는 '세운초록띠공원'이라는 이름의 공원으로 재탄생했다. 2010년 청계천 남쪽의 청계상가 철거에 들어가 2012년까지는 퇴계로까지의 모든 상가를 철거할 계획이었으나, 금융위기의 여파로 철거되지 않았다. 현대상가 이외는 기존의 철거 계획이 백지화됨에 따라 도시재생을 진행하는 방안이 마련되어, 영업을 정상화하게 되었다.
오세훈 시장에 이어 2011년 취임한 박원순 시장은 2014년 세운상가를 철거하지 않고 리모델링하는 '보존형 개발'을 추진하겠다고 발표하였다. 이후 3년여간의 공사를 거쳐 2017년 9월 19일, 세운상가가 정식 재개장되었다. 리모델링된 세운상가에는 청년 창업·벤처기업이 입주하고, 이들이 30∼40년간 상가에서 활동한 기술 장인들과 협업하도록 해 도심 제조업의 전진기지로 조성한다는 계획이다.

## 상가 설계
세운상가의 설계는 김수근에 의해 이루어졌다. 건물의 지상 1층은 자동차 통로와 주차공간으로 하고, 3층에 인공데크를 건설하여 주변에 상가를 배치, 보행자 전용의 통로로 하여 철저한 보차도 분리를 적용하고, 종묘에서 필동 사이 1km에 이르는 공간은 보행자통로를 연결하여 입체화하도록 했다. 또한 상가의 윗층 아파트 부분에는 건물을 유리로 덮는 아트리움 공간을 도입하는 등의 설계가 진행되었다. 이에 이 지역의 개발이 활성화되었고 현대건설·대림산업·삼풍건설산업·풍전산업·신성공업·진양종합건설 등 6개 기업체가 참여, 북쪽부터 차례대로 현대상가(현 종로세운상가), 아세아상가, 청계상가, 대림상가, 삼풍상가(현 삼풍넥서스빌딩), 풍전호텔(현 HOTEL PJ), 신성상가, 진양상가라는 이름을 붙여 건설되었다.

## 건설 결과
하지만 상가 건설 결과는 설계와 많이 달랐다. 3층에 있다던 공중보행도로는 동서 두 줄로 가다가 을지로를 건널 때 잠깐 한 줄이 되고, 을지로를 건넌 뒤 다시 두 줄이 되었다가 마른내길에서 끊어졌다. 마른내길이 이어지지 못하자 1km에 이르는 공중보도도 중간에 끊겨 버린 것이다. 건물에 유리덮개를 설치하는 것도 실현되지 않아 서울시내에서 투박하고 위압감을 주는 건물로 변해 버렸다. 철저히 보차도 분리를 하겠다던 당초의 계획과 달리 지상 1층에도 보행자가 다니게 되어 3층의 보행자 도로는 그 의미를 상실했고, 상가 내에 공공시설을 설치하고 옥상에는 인공정원을 두겠다는 계획도 무산되었다. 설계자 중 한 명이었던 윤승중은 1994년에 밝힌 회고에서 자신들은 상가의 기본설계만 하고 세부 설계는 담당하지 않았으며, 시공주체가 서울시여야 했는데 8개의 기업군으로 분할되어 기업의 논리에 의해 계획이 변경되었고, 당시 시대가 자신들의 계획에 따라오지 못했다는 점을 들었다. 윤승중은 이 회고에서 계획이 10년만 더 늦게 착수되었어도 이상이 실현되었을 것이라고 밝혔다.

## 갤러리

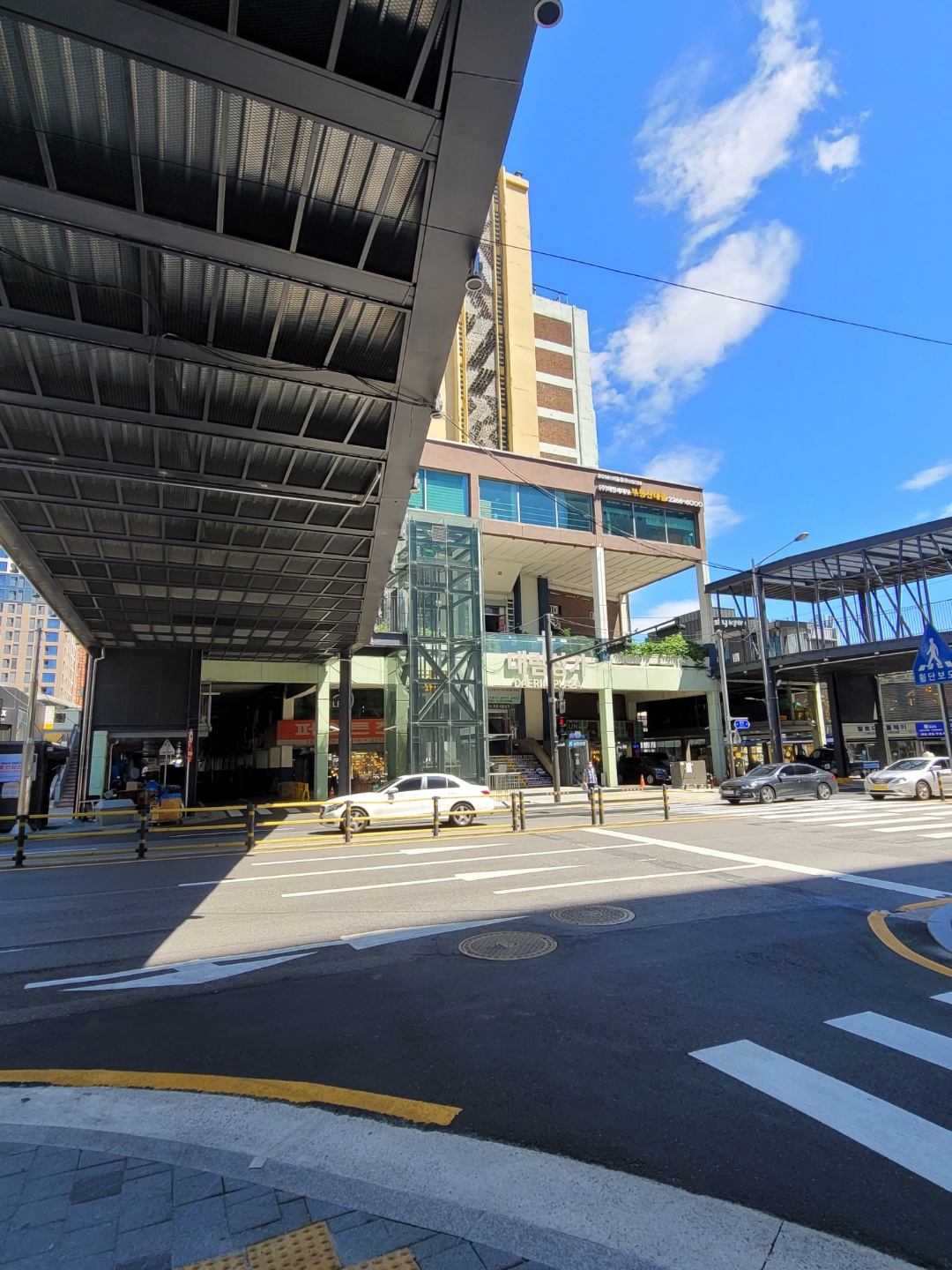
공중보도교 아래에서 본 대림상가
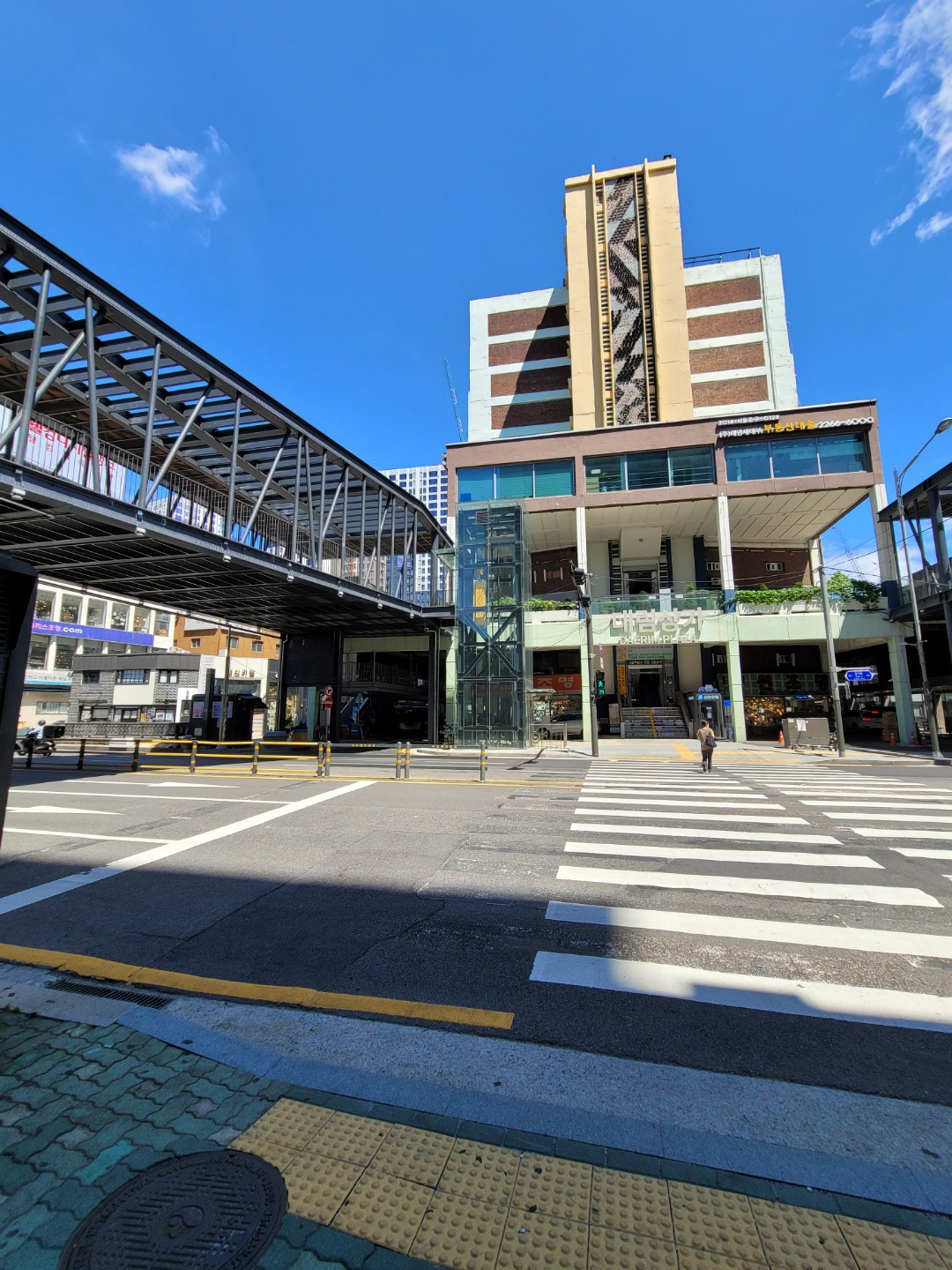
대림상가와 공중보도교
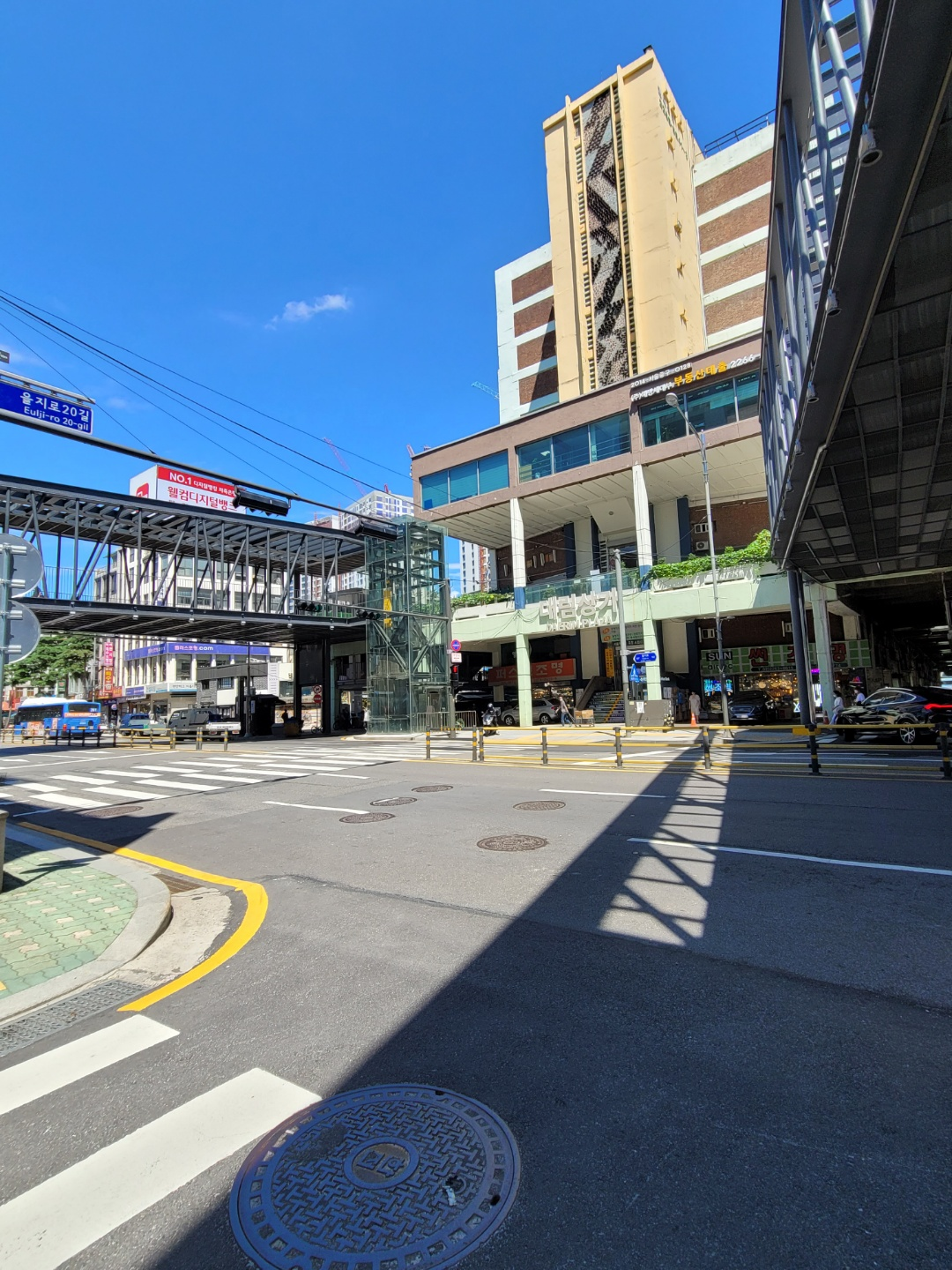
우측에서 본 대림상가
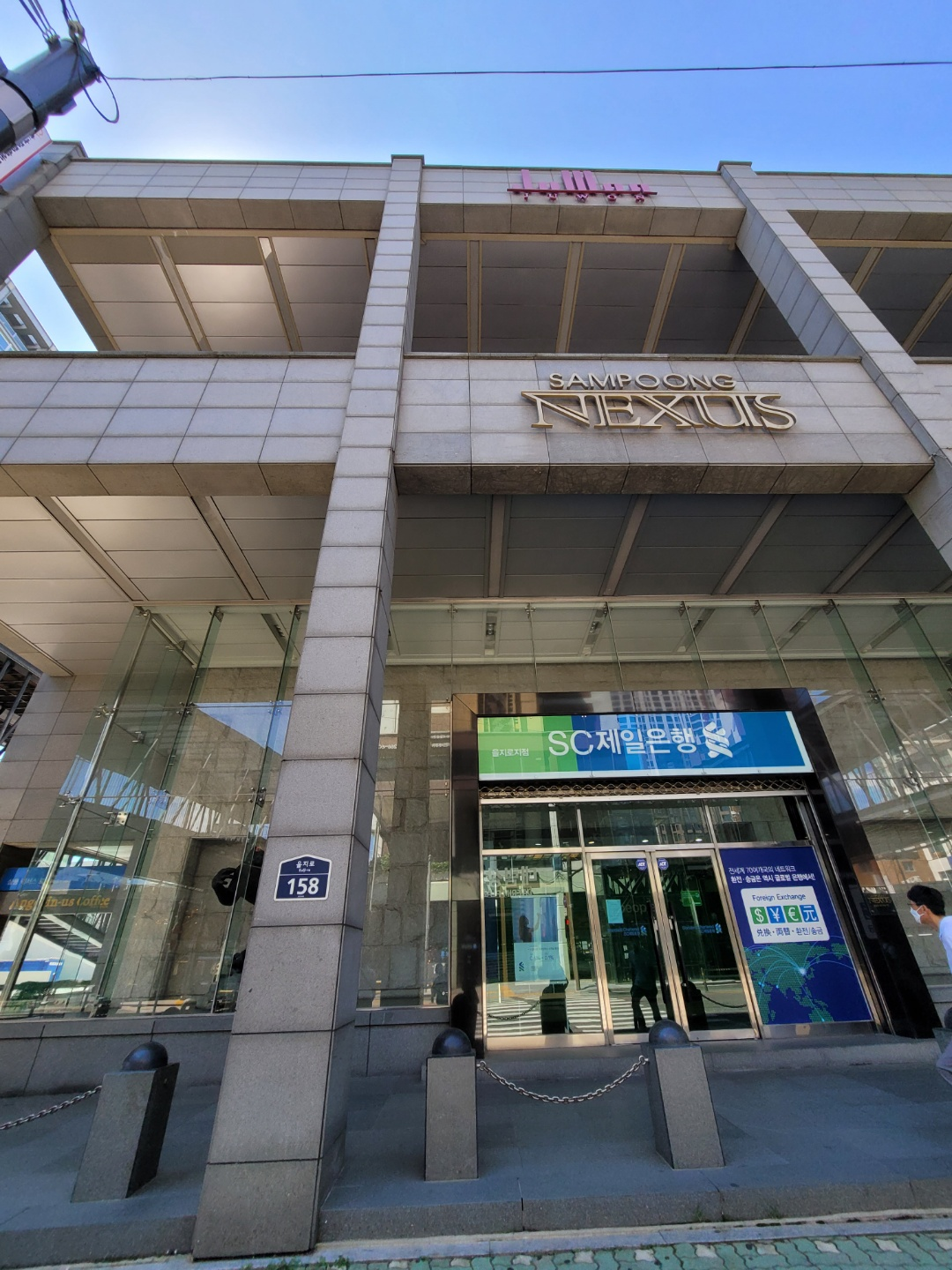
삼풍넥서스빌딩 입구
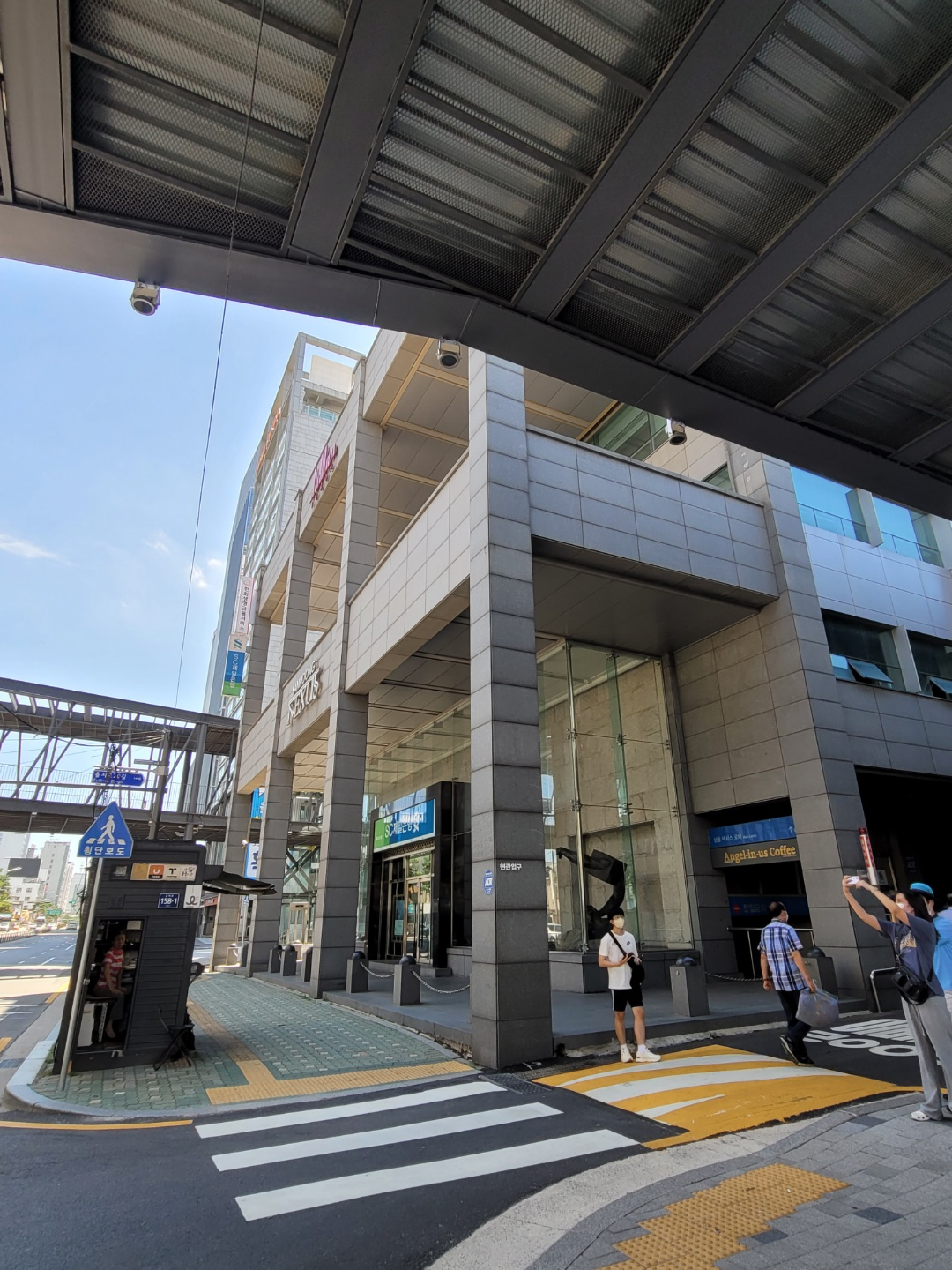
공중보도교 아래에서 본 삼풍넥서스빌딩
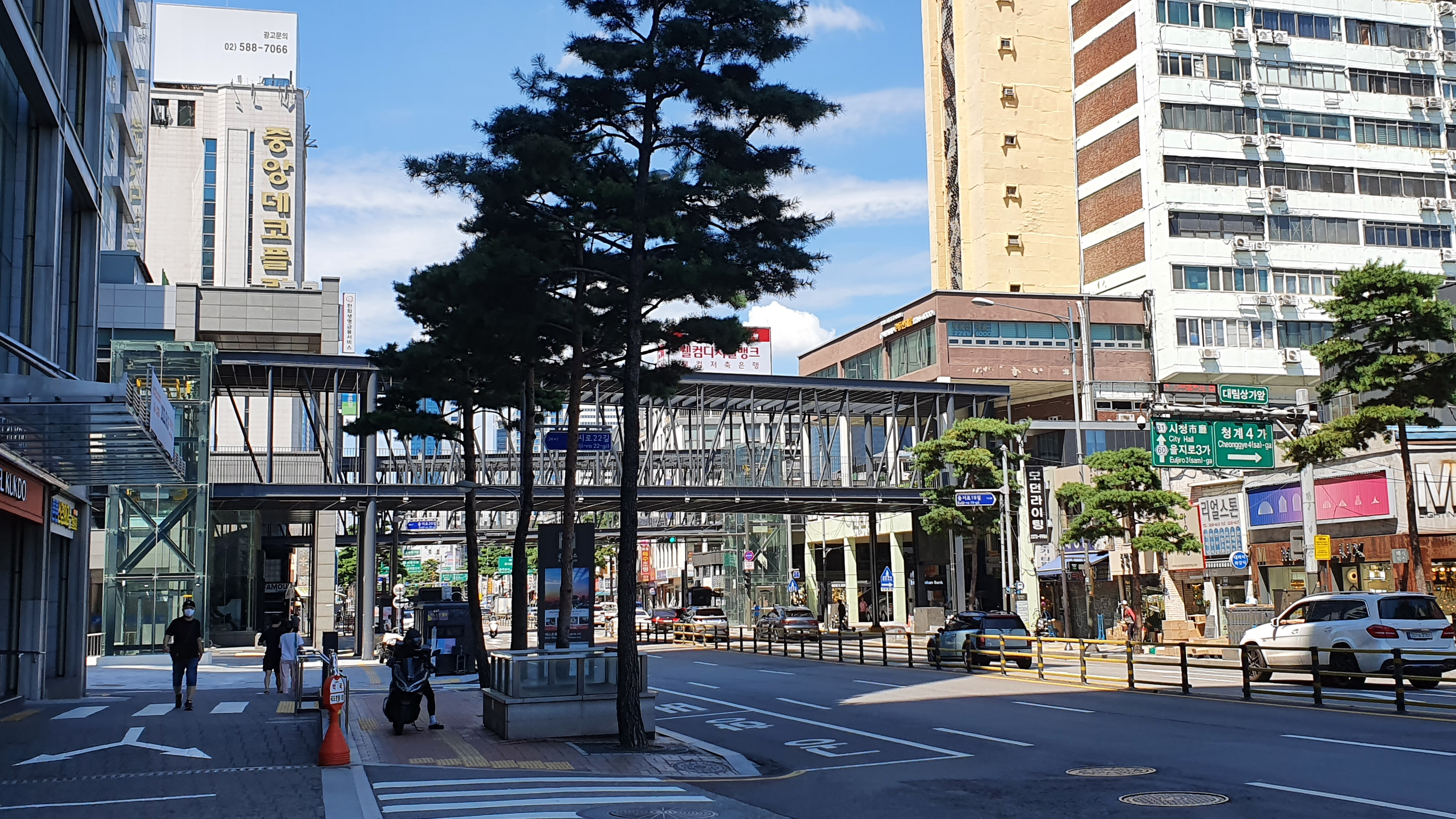
옆에서 본 대림상가, 삼풍넥서스빌딩과 보도교
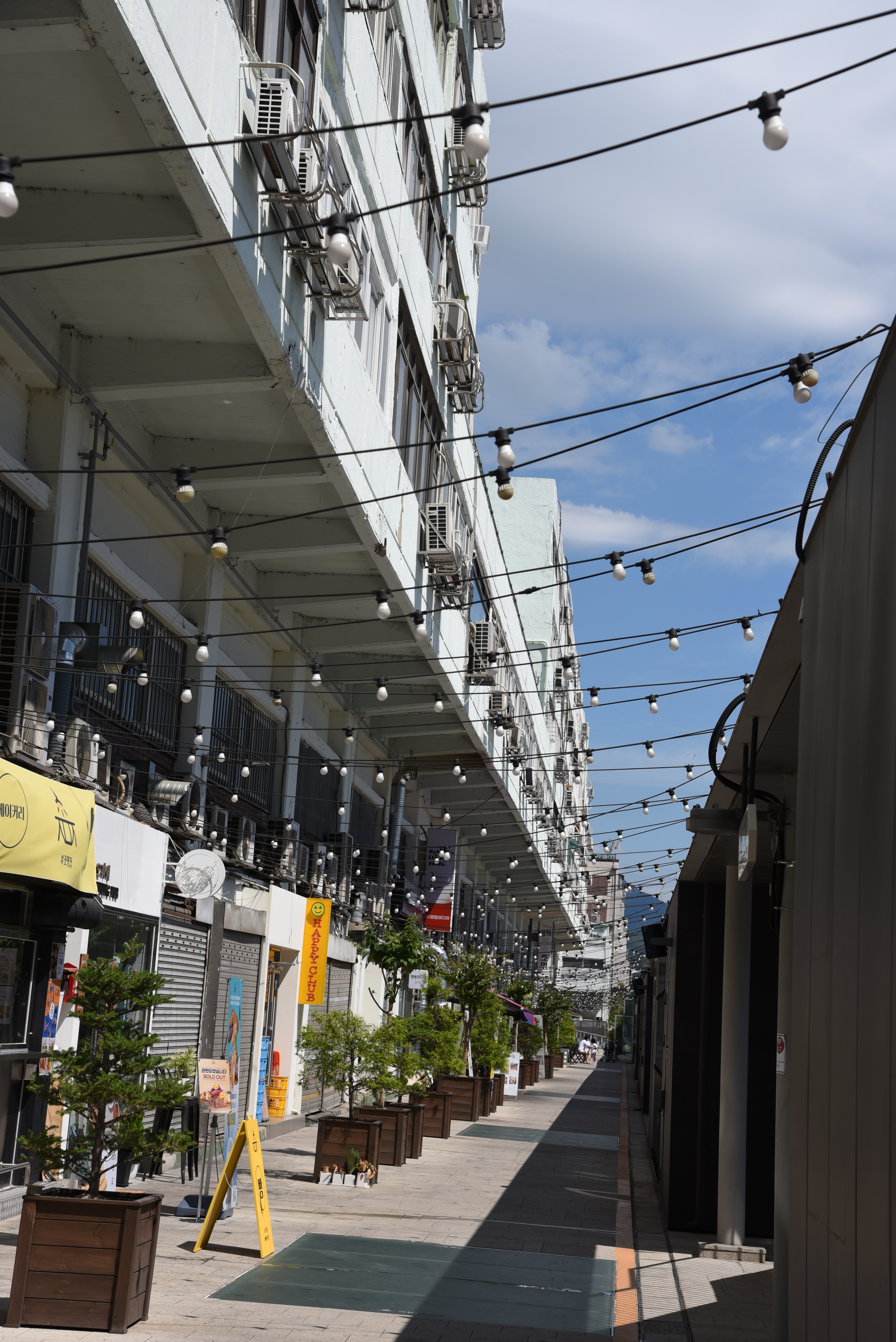
대림상가 2층의 복도
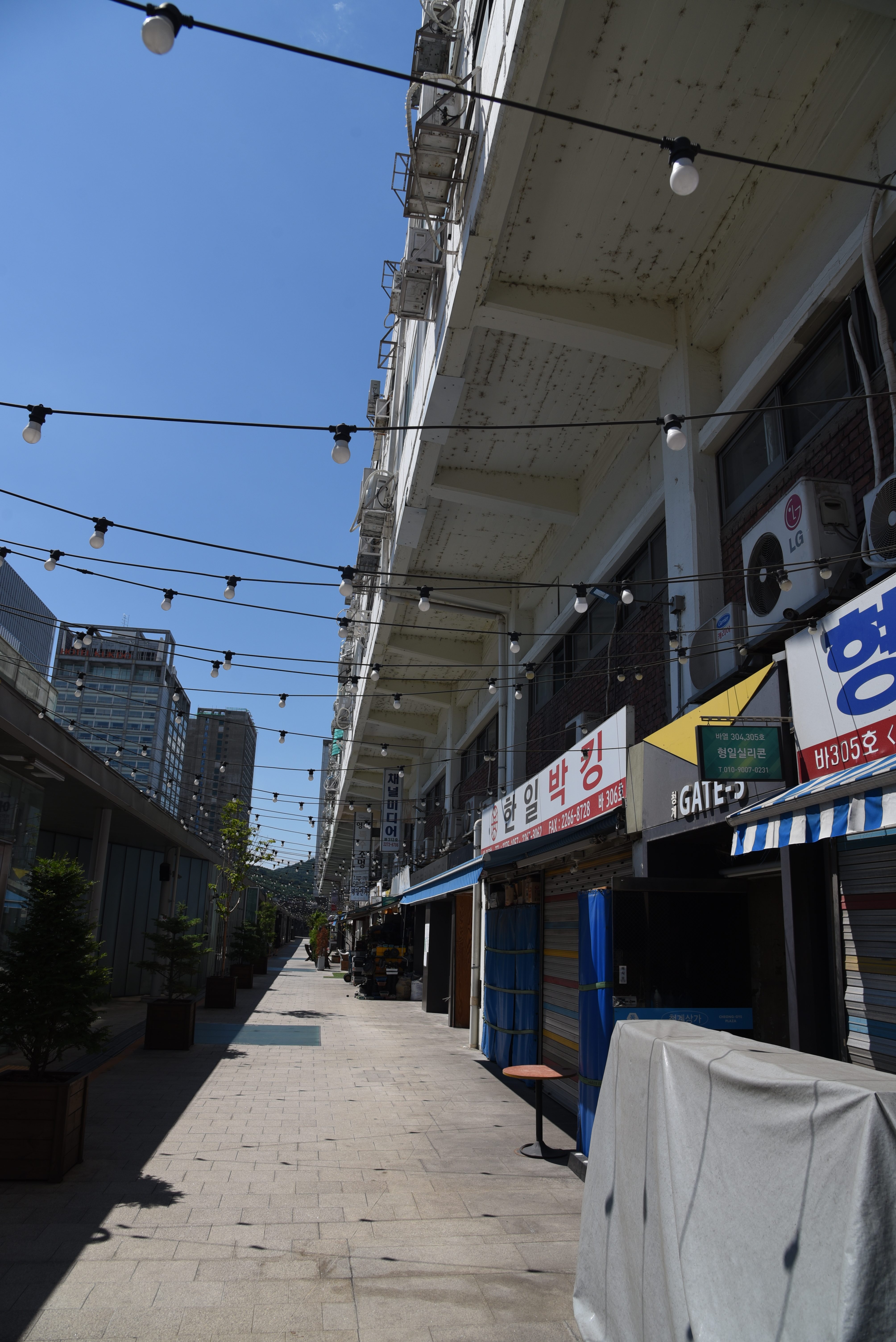
대림상가 2층의 복도 반대 방향
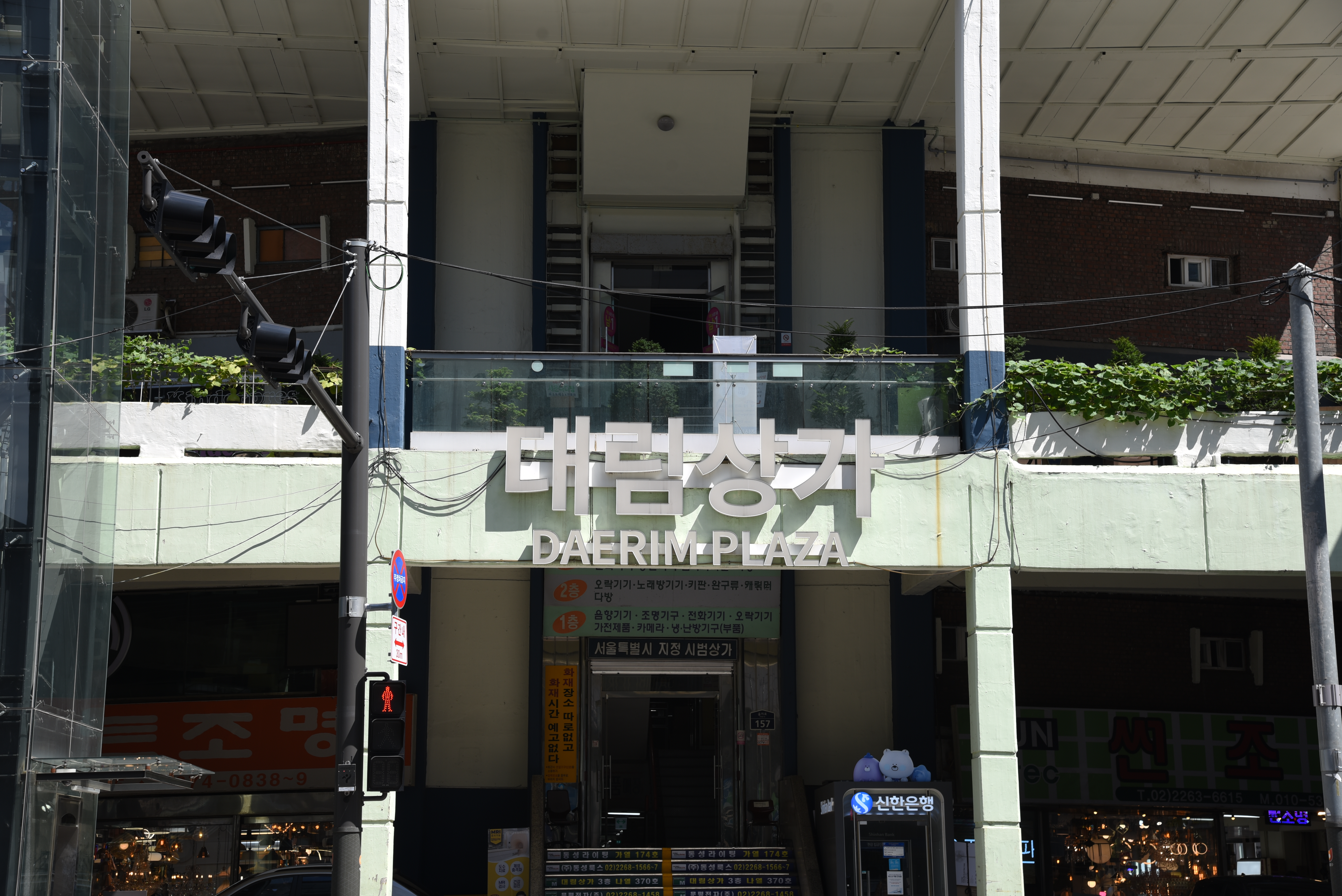
대림상가 간판
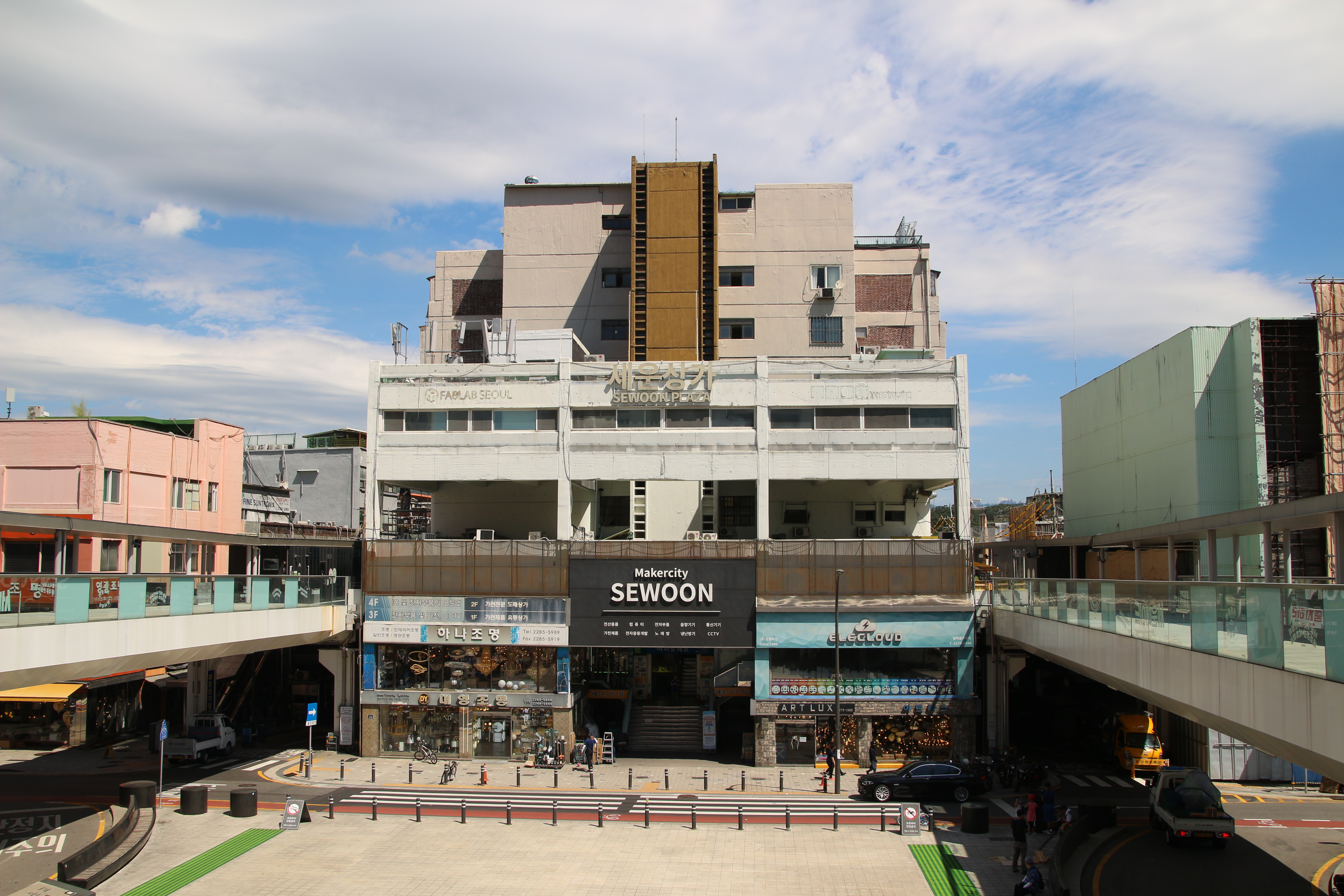
세운상가 전경
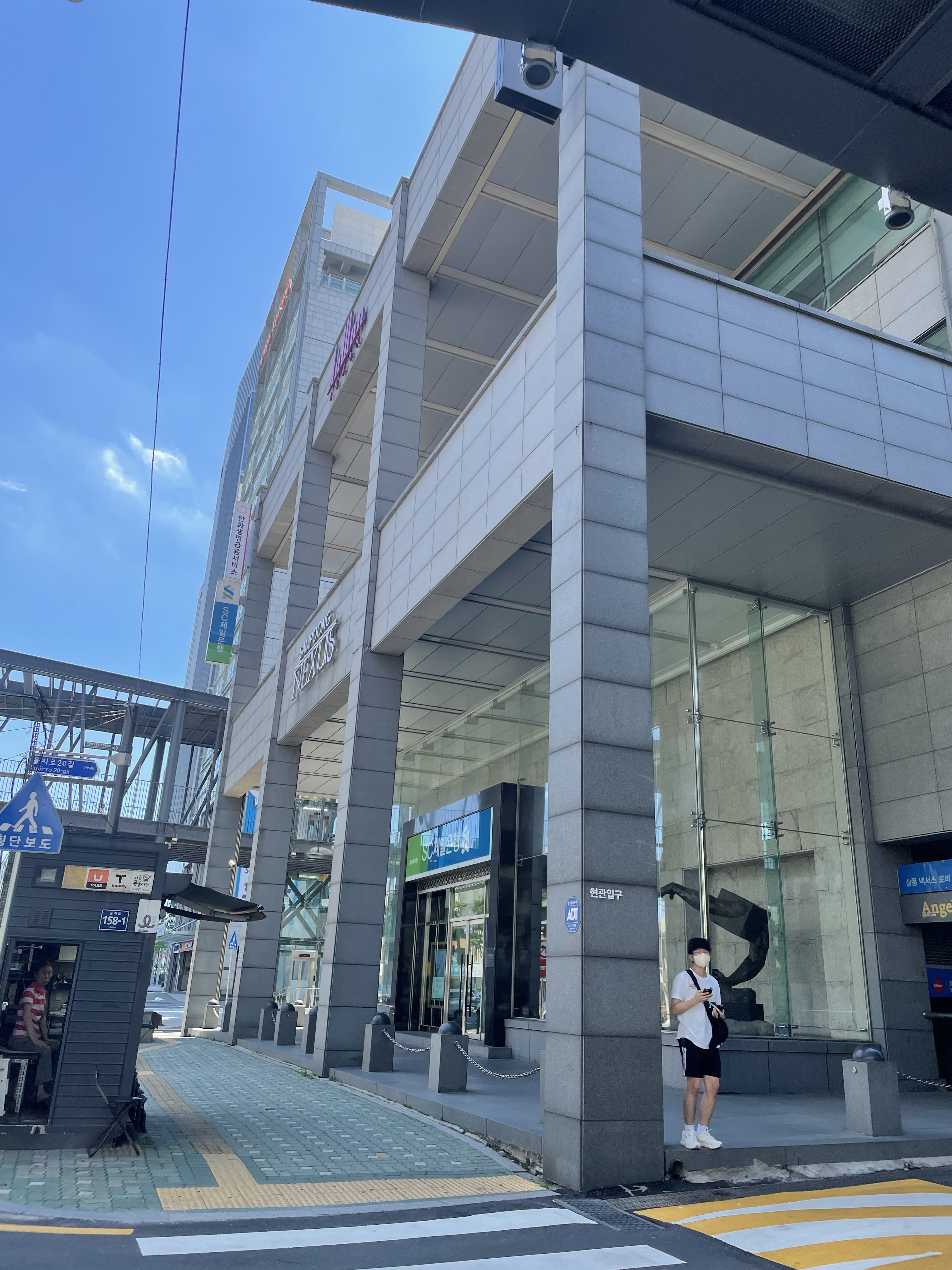
삼풍넥서스빌딩 측면
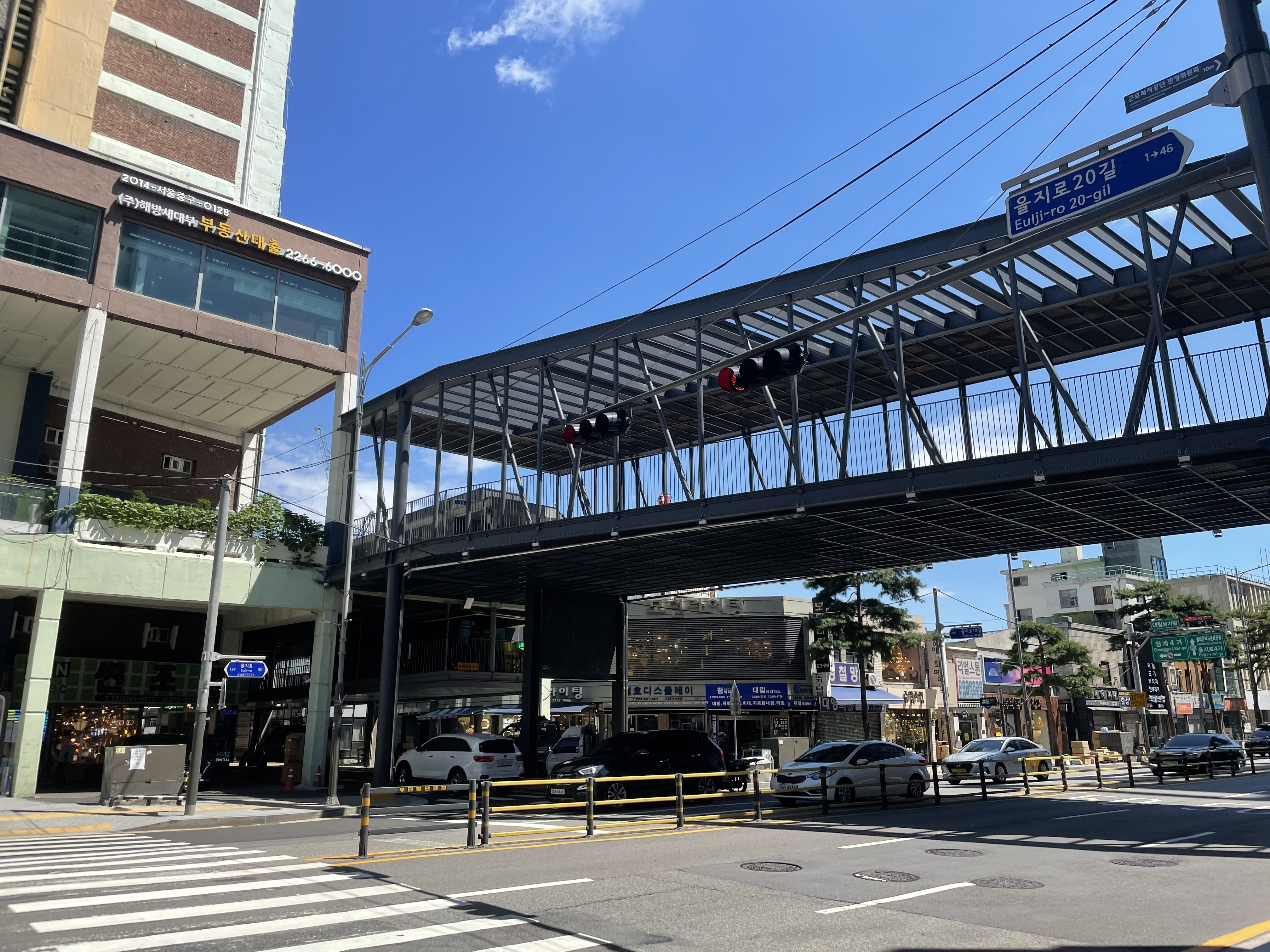
공중보도교